# Mohammed Amin Doudah
Mohammed Amin Doudah (* 10. September 2002 in Wilrijk) ist ein belgisch-marokkanischer Fußballspieler, der aktuell bei Helmond Sport unter Vertrag steht.

## Karriere

### Verein
Doudah begann seine Karriere beim RSC Anderlecht in Belgien, ehe er 2013 in die Jugendakademie der PSV Eindhoven wechselte. Dort spielte er 2019/20 bereits einige Spiele für die A-Junioren. In der Winterpause der Folgesaison unterschrieb er bereits seinen ersten Profivertrag bei der Jong PSV, er debütierte aber schon am 6. November 2020 (11. Spieltag) gegen den FC Den Bosch in der Startelf. In der gesamten Saison lief er hauptsächlich für die zweite Mannschaft auf, machte aber auch einige Spiele für die U18. Am 23. August 2021 (3. Spieltag) schoss er bei einem 3:2-Sieg über den FC Eindhoven sein erstes Tor im Profibereich, während er später im selben Spiel noch die gelb-rote Karte sah.

### Nationalmannschaft
Doudah machte bislang lediglich zwei Spiele für die belgische U15-Nationalmannschaft.